# 吴淞要塞

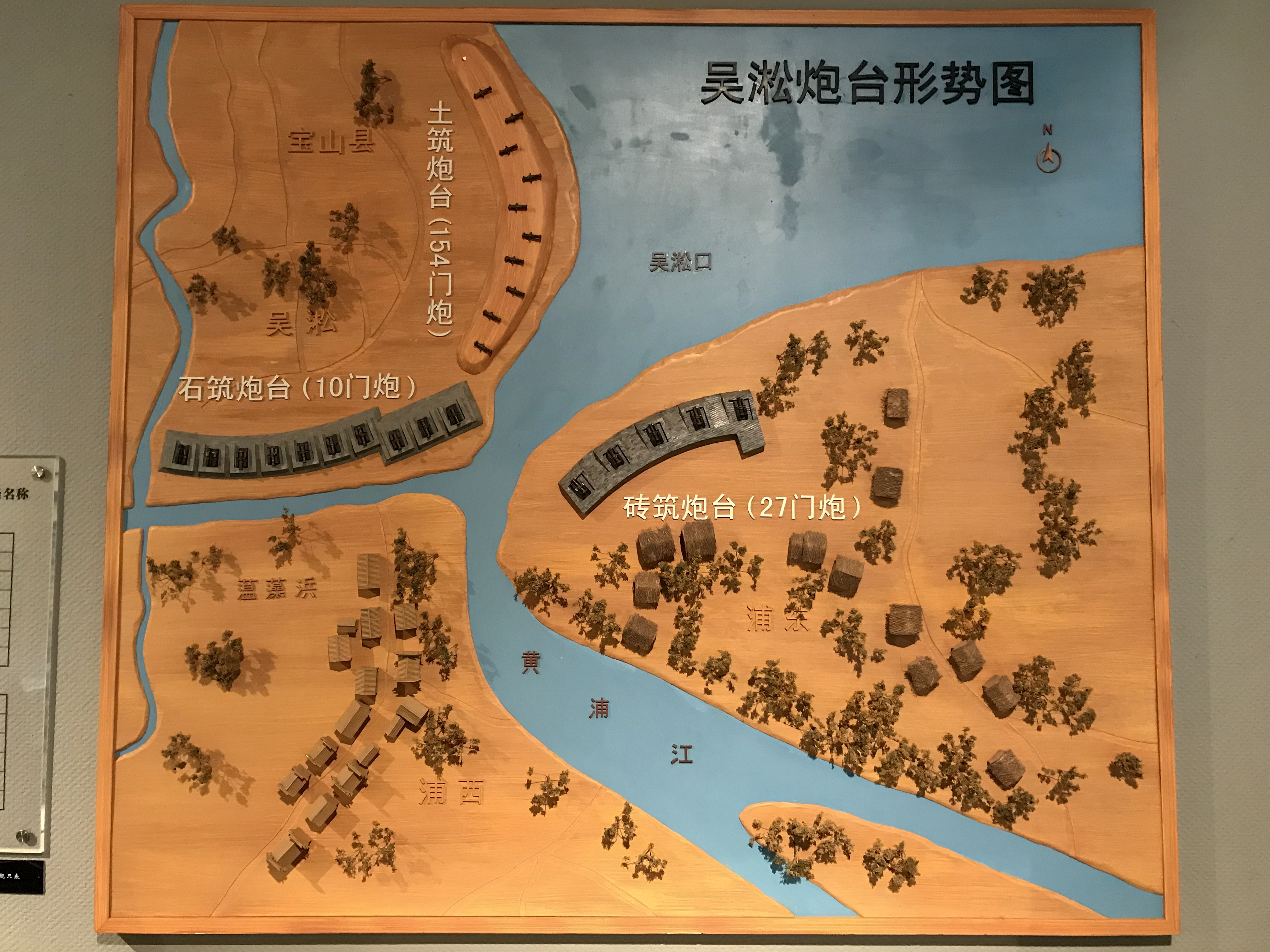
吴淞炮台形势图

吴淞要塞，位於上海市吳淞口两岸，扼守长江门户。1950年9月28日，根据中央军委的命令，吴淞要塞改建为华东军区海军吴淞独立水警区。同年12月4日改称为华东军区海军吴淞要塞区。1952年6月8日，又改称为华东军区海军淞沪基地。1954年11月22日，根据总参谋部电令，改编为中国人民解放军海军淞沪水警区。主要军事设施计有西炮台、东炮台、北炮台、狮子林炮台、南炮台5座炮台和吴淞军港。其中西炮台建筑最早，清顺治十七年（1660年）建，时属宝山县。吳淞要塞屢經戰火，歷經第一次鸦片战争、一二八淞沪抗战、八一三淞沪会战、上海战役等。

## 要塞驻防单位及防区历史

### 民国及中华人民共和国初期
根据《上海军事志》记载，最早的吴淞要塞司令部的建置可追溯至民国二年。当年8月，北洋海军陆战队混成旅驻防吴淞要塞。10月，陆军第四师步兵十五团驻防。民国三年10月，陆军第十师步兵十九旅接防。民国四年12月，陆军第七师步兵二十旅接防。民国十三年11月，苏（江苏）军第十九师七十二团3000人至吴淞，分驻吴淞镇、宝山县县城及南北炮台。民国十四年2月，奉军（东北军）驻兵吴淞。10月，浙（浙江）军第一师抵淞。民国十五年11月，陆军第九师三十四团驻吴淞，三十五团驻狮子林。民国十六年2月，直鲁军第八军三十二师工程队一团驻炮台湾，一三九旅二团部分驻吴淞。3月，第一混成旅驻吴淞。
1927年3月，国民革命军北伐抵达上海。北伐军东路军第一师部分驻防守炮台南石塘狮子林。11月，第十三军第三十七师一团接管淞境防务。民国十七年3月，第三十二军第一师二团接吴淞要塞炮台湾防务。一二八淞沪抗战和八一三淞沪会战期间，宝山地区无国府正规军驻防。后，随宝山沦陷于日军之手。
1945年8月，抗战胜利，国民政府在重庆成立吴淞要塞司令部，预备驻防要塞。长江上游副总司令李及兰中将兼任首任要塞司令，曹登少将任参谋长。10月，人员抵达吴淞。司令部暂设于永安第二纱厂内。共设有五个处（参谋、副官、军需、军械、军医）和两个室（军法、技术），七个处室各设主任一人，下属军官若干人。司令以下成员由江防总部调用。另有，中华民国海军第一巡防艇队（原第九炮艇队）同时驻守吴淞要塞，隶中华民国海军第一军区司令部，下辖4个小队，配备快艇8艘。
1946年6月，邵百昌中将接任司令。1948年5月由胡克先接任司令。1949年5月上海战役期间，要塞被解放军攻占。解放军华东军区设立吴淞要塞区（参见：中国人民解放军海军上海水警区）。

## 要塞主要军事设施

### 西炮台
清順治十七年（1660年），兩江總督郎廷佐在楊家嘴口督建西炮台。原为防备海盗之用。康熙五十七年（1718年），因在杨家嘴对岸修筑炮台，遂称西炮台，俗称老炮台。道光二十二年四月（1842年5月）第一次鸦片战争中，西炮台是抗击英军的主阵地。江南水师提督陈化成等守卫将士殉国于此。光绪二十六年（1900年），因有碍吴淞商埠开辟，经两江总督刘坤一上奏朝廷同意，自强军营务处总办沈敦和指挥士兵用炸药炸毁。西炮台现仅存残基一丘，长11.8米，宽9.8米，高2.85米。1992年6月1日，吴淞炮台遗址被公布为上海市纪念地点。2014年4月4日，被调整为上海市文物保护单位。

### 东炮台
清康熙五十七年（1718年）在吳淞江出海處建東炮台，與楊家嘴北首夾江對峙。第一次鸦片战争中，为吴淞口江防辅助阵地，东炮台被英军攻陷，后成废垒。现址无存。遗址今仅存康熙年间石碑1块。1963年，上海市文物管理委员会将倒卧田间的石碑在原处竖起，并加制水泥底座。碑高1.3米，宽61厘米，厚20厘米。边缘刊有龙纹图案。1983年12月23日，东炮台碑被公布为川沙县文物保护单位。2002年1月14日，东炮台遗址被公布为浦东新区文物保护单位。

### 北炮台
清光绪十二年（1886年），两江总督曾国荃委派驻防庆军统领曹德庆在南石塘之北端监造北炮台，与西炮台互为犄角。民国21年（1932年）一二八淞沪抗战时，被日军炸毁。抗战胜利后，被拆除。后上海警备区吴淞守备营部队在遗址新建“吴淞古炮台”。1984年3月19日，吴淞炮台抗日遗址被公布为日本帝国主义侵略上海遗址纪念地。2014年4月4日，被调整为上海市文物保护单位。

### 獅子林炮台
清光緒十五年（1889年），经两江总督曾国荃奏准由驻防庆军统领曹德庆在月浦长江岸边狮子林旁督造獅子林炮台。八一三淞沪会战中，为中日双方争夺的主要阵地。抗战胜利后，国军派兵驻守。解放后，建钢筋混凝土国防工事于此。1978年，因建设宝钢划入宝山钢铁总厂厂区而拆除。

### 南炮台
清光绪二十六年（1900年），两江总督刘坤一委派驻防盛军统领班广盛在南石塘监造南炮台，与北炮台首尾衔接。民国21年（1932年）一二八淞沪抗战时，被日军炸毁。抗战胜利后，被拆除。1973年在遗址建成吴淞口“370”国防工程。

### 吴淞军港

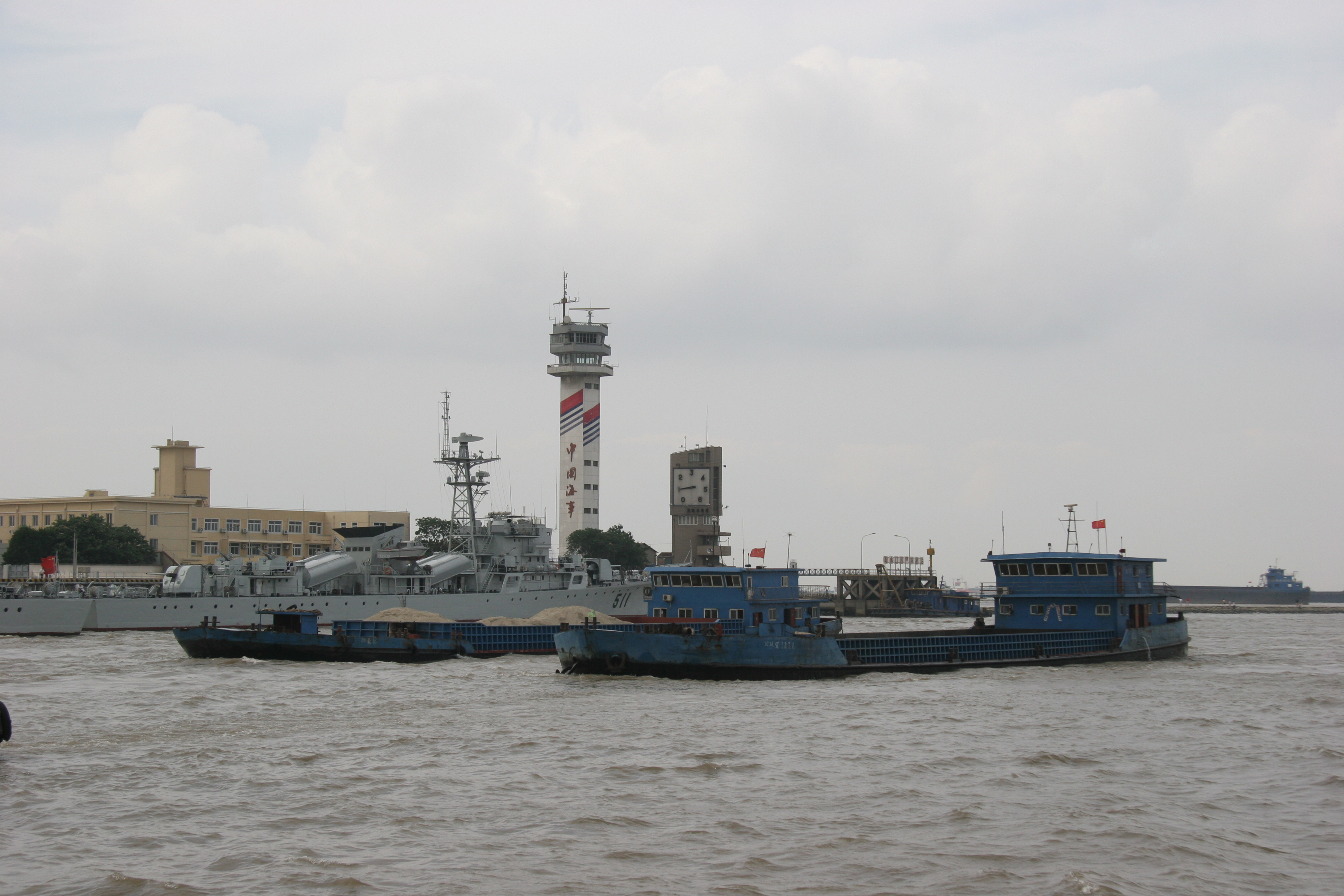
吴淞军港

吴淞军港，是中国人民解放军海军的一个中型军港，位于吴淞口西侧。码头岸线全长1250米，为解放军驻沪海军舰艇停泊基地。
清同治九年（1870年）在吴淞镇北设外海水师吴淞营，停泊战船。光绪三十四年（1908年），浚浦局在炮台湾南北筑块石叠砌的石埂两道，至清末，设有灯塔、表潮杆、报风台、警浮等航道设施。
民国10年（1921年）设海岸巡防处于此，后吴淞要塞司令部设此。抗战期间，被日军所占用。抗战胜利后，由国军海军第一巡防艇队驻防。
1949年5月，被中国人民解放军接收。目前除担负海军各种舰艇综合补给保障任务外，同时也作为中国海军对外交往的窗口之一。

## 备注
1. ↑  北洋海军陆战队混成旅即郑汝成部[5]。
2. ↑  陆军第四师步兵十五团即杨善德部[5]。
3. ↑  北伐军东路军即白崇禧部，第一师即薛岳部[5]。
4. ↑  第十三军第三十七师一团即熊式辉部[5]。
5. ↑  第三十二军第一师二团即钱大钧部[5]。